# Johann Anton von Buol-Schauenstein

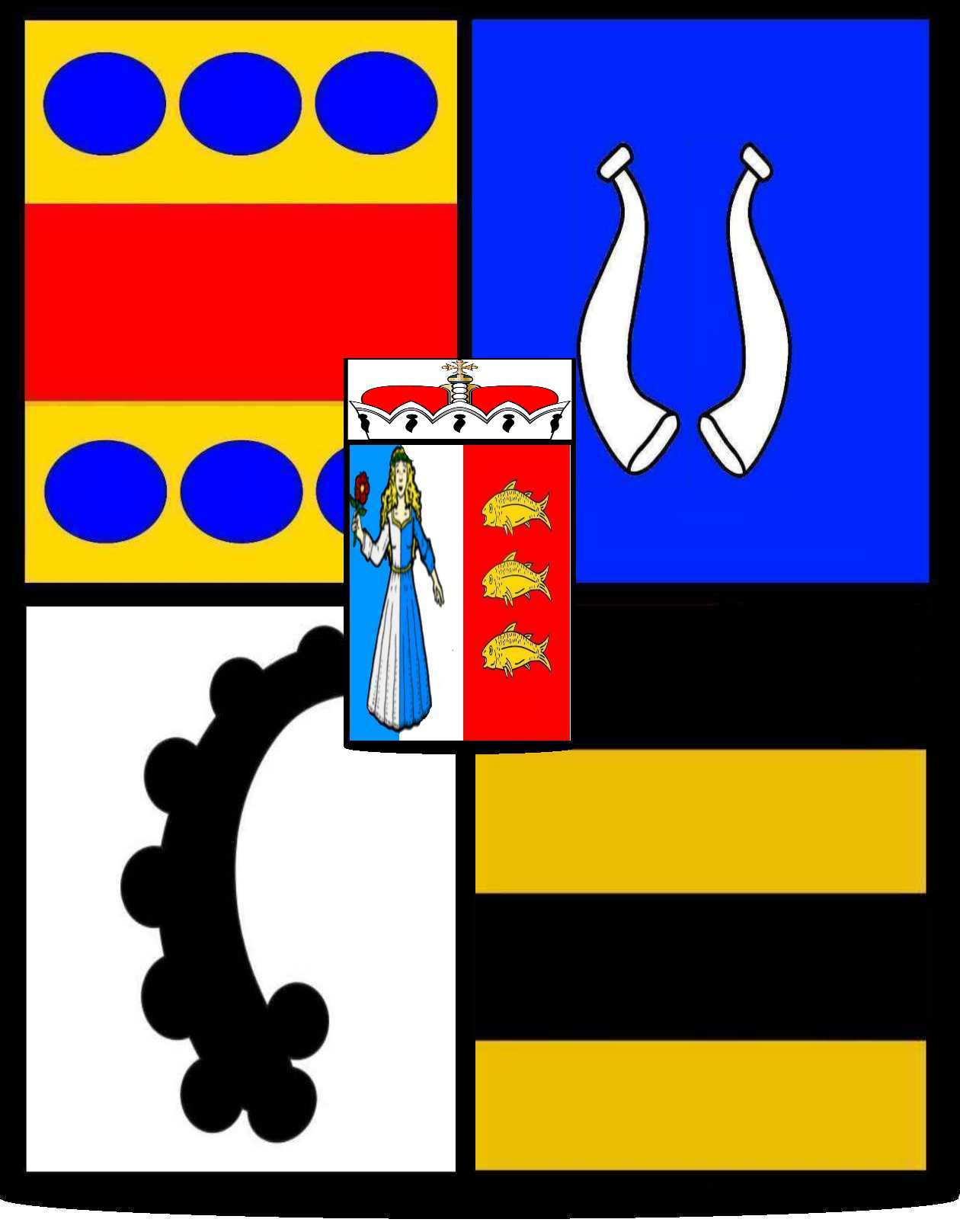
Wappen des Reichsgrafen Johann Anton von Buol-Schauenstein

Johann Anton von Buol-Schauenstein (* 1710; † 1771) Reichsgraf, Freiherr von Schauenstein und Ehrenfels, Herr zu Reichenau und Tamins, aus der katholischen Linie der Buol.

## Familie
Johann Anton war der Sohn des Oberst im zweiten Bündner Bataillon und k.u.k. Generalmajor, Johann Anton von Buol, Freiherr von Rietberg und Strassberg, (* 1671, † 1717 Wien, im Duell getötet,) und der Emilie von Schauenstein, Freiin von Ehrenfels (* ca. 1680) T.d. Johann Schauenstein von Ehrenfels und der Margaretha von Schauenstein.  
Er erhielt von seinem Onkel, dem Bruder seiner Mutter, Graf Thomas Franz von Schauenstein-Ehrenfels, der ihn adoptierte und durch dessen letztwillige Anordnung die Herrschaft Reichenau und Tamins mit dem Beding, dass er dessen Namen und Wappen auf ewige Zeiten führe und sich bestrebe, die Reichsgrafschaft zu erlangen.
In diesem Johann Anton Freiherrn Buol von Rietberg-Straßberg und von Schauenstein-Ehrenfels vereinigen sich nun zum ersten Mal die zwei freiherrlichen Geschlechter von Buol und Schauenstein.
Aus der Ehe mit Eleonora Tschiderer von Gleissheim gingen fünf Kinder hervor:
- Maria Josepha Emilia von Buol-Schauenstein, * 1731, † 1792, ⚭1 Franz Anton de Homodei, ⚭2 Peter Anton von Mont, * 11. Dezember 1728, in Burg Löwenberg, Schluein. Sohn des Freiherrn Peter Anton M. zu Löwenberg u.d. Anna Margretha de Florin, von Rueun, † 19. September  1800, in Schloss Fürstenburg, Burgeis, Vinschgau, war 1761, ⚭1 Anna Maria Domenica Masella, von Poschiavo, 1760/61 Gardehauptmann in französischen Diensten, 1763/64 Landrichter des Grauen Bundes, 1771–1773 Podestà von Traona, Hauptmann im Regiment Sprecher in kaiserlichen Diensten. Als Dank für sein Verhandlungsgeschick anlässlich des Franzoseneinfalls wurde ihm ein Denkmal auf dem Friedhof Burgeis (Vinschgau) errichtet.
- Johann Anton von Buol-Schauenstein, * 1732, † 1749
- Paul von Buol-Schauenstein, * 1738, † 1780, Offizier in der Schweizergarde, in französischen Diensten

## Werdegang
Der Reichsfreiherrliche Oberst war in Diensten Seiner Kaiserlichen Majestät. 1743 und 1744 Landammann des Hochgerichts Disentis, 1745, 1750, 1753 und 1763. Landrichter des Oberen Bunds, 1762 Mitglied des Bundes-Congresses.

## Wappen
Ein quadrierter Schild, Feld 1 in Gold ein roter Querbalken begleitet oben und unten von drei blauen Kugeln, Feld 2 in Blau die silbernen Büffelhörner und Feld 3 in Silber das schwarze Gemshorn von Haldenstein, Feld 4 in Gold zwei schwarze Querbalken. Herzschild: geteilt, von Blau und Silber gespalten eine Jungfrau verwechselter Farbe mit einer Rose (ursprünglich Kleestengel) in der Hand für Buol, in Rot drei goldenen Fische für Schauenstein; mit Rangkrone.
Der mittelste Helm führt den blauen gekrönten Löwen für den Herzschild mit dem Stammwappen, Helm rechts den Schauensteiner Hut mit dem Fisch, und Helm links die Lichtensteiner Büffelhörner. Helmdecken.